# Eddie Duchin
Eddie Duchin (Cambridge, 1º aprile 1909 – New York, 9 febbraio 1951) è stato un pianista e direttore d'orchestra statunitense.

## Biografia
Dopo la laurea in farmacia a Boston, si trasferisce a New York, dove iniziò la carriera di pianista con l'orchestra di Leo Reisman al Central Park Casinò, un elegante night club, orchestra di cui divenne leader dal 1932 e successivamente della "Eddy Duchin & Orchestra". Dallo stile eccentrico, divenne molto popolare grazie alle sue incisioni e alle registrazioni radiofoniche. Suonò con i grandi musicisti dell'epoca, da Carmen Cavallaro a Louis Armstrong. Durante la seconda guerra mondiale si arruolò nella Marina Usa. Morì a soli 41 anni a causa di una grave crisi di leucemia. Il figlio Peter Duchin, nato nel 1937, ne seguì le orme.
È stato fra i più ammirati pianisti di musica leggera della sua generazione.
La sua vita è raccontata in Incantesimo, film di George Sidney del 1956, dove è interpretato da Tyrone Power.